# Zitong, Chongzhou
Zitong (kinesiska: 梓潼) är en köpinghuvudort i Kina. Den ligger i provinsen Sichuan, i den sydvästra delen av landet, omkring 37 kilometer väster om provinshuvudstaden Chengdu. Antalet invånare är 12 753. Befolkningen består av 6 371 kvinnor och 6 382 män. Barn under 15 år utgör 10,0 %, vuxna 15-64 år 74 %, och äldre över 65 år 15,0 %.
Runt Zitong är det tätbefolkat, med 636 invånare per kvadratkilometer. Närmaste större samhälle är Guangsheng, 3,0 km sydväst om Zitong. Trakten runt Zitong består till största delen av jordbruksmark.
Genomsnittlig årsnederbörd är 1 318 millimeter. Den regnigaste månaden är juli, med i genomsnitt 377 mm nederbörd, och den torraste är december, med 11 mm nederbörd.